# 131763 Donátbánki
(131763) Donátbánki, denumire internațională (131763) Donatbanki, este un asteroid din centura principală de asteroizi.

## Descriere
131763 Donátbánki este un asteroid din centura principală de asteroizi. A fost descoperit pe 11 ianuarie 2002 la Piszkesteto de Krisztián Sárneczky și Zsuzsanna Heiner. Asteroidul prezintă o orbită caracterizată de o semiaxă mare de 2,36 ua, o excentricitate de 0,17 și o înclinație de 1,8° în raport cu ecliptica.